# Miodio

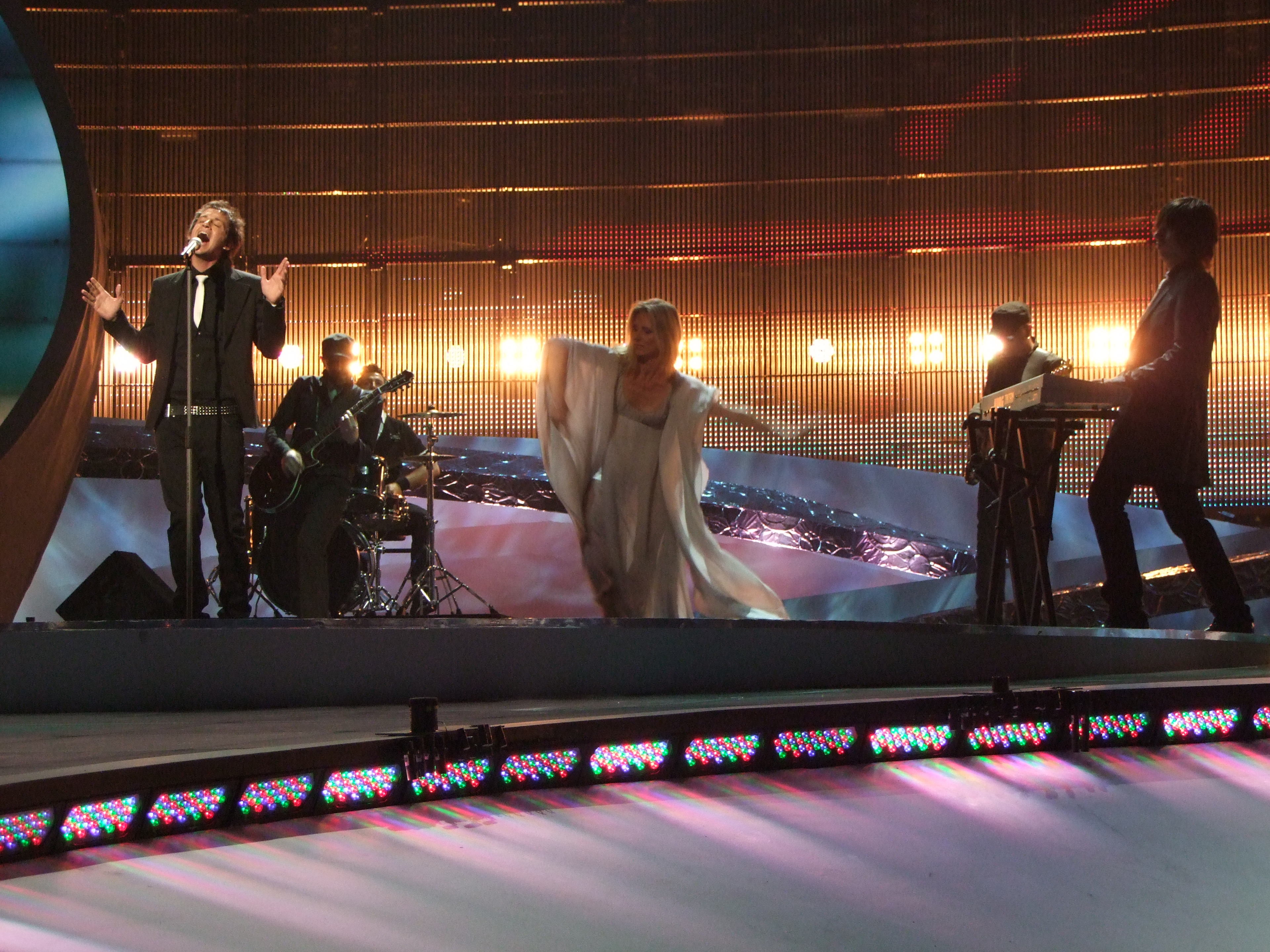
Miodio på Eurovisionscenen i Belgrad.

Miodio är ett musikband grundat 2002 och bestående av tre italienska och två sanmaritinska medlemmar. Efter att ha skrivit kontrakt med skivbolaget Opera Prima gav de ut sin första singelskiva, It's OK,  2007. Låten togs även med i soundtracket till filmen Il Soffio dell'Anima. 

## Eurovision Song Contest
Gruppen valdes av en intern jury som representanter för San Marino i Eurovision Song Contest 2008 med bidraget Complice. De blev landets första representanter och de framförde sin låt i den första semifinalen i Belgrad, Serbien, den 20 maj 2008. Där slutade de på nittonde och sistaplats med endast fem poäng. De två följande åren deltog inte San Marino i tävlingen. 

## Medlemmar
- Nicola Della Valle, sång
- Paolo Macina, gitarr
- Andrea Marco Pollice, bas
- Francesco Sancisi, keyboards
- Alessandro Gobbi, trummor